# AN-M58
AN-M58 – amerykańska bomba burząca wagomiaru 500 funtów. Była stosowana podczas II wojny światowej przez lotnictwo US Navy i USAAC.
Korpus bomby AN-M58 był grubszy niż korpus bomby burzącej AN-M64. Dzięki temu AN-M58 mogła być używana do zwalczania lekkich fortyfikacji i słabo opancerzonych okrętów. Bomba AN-M58 miała pomalowany na oliwkowo korpus z żółtym pasem naokoło nosa i ogona. Bomba była uzbrojona zapalnikiem tylnym AN-M101A2.

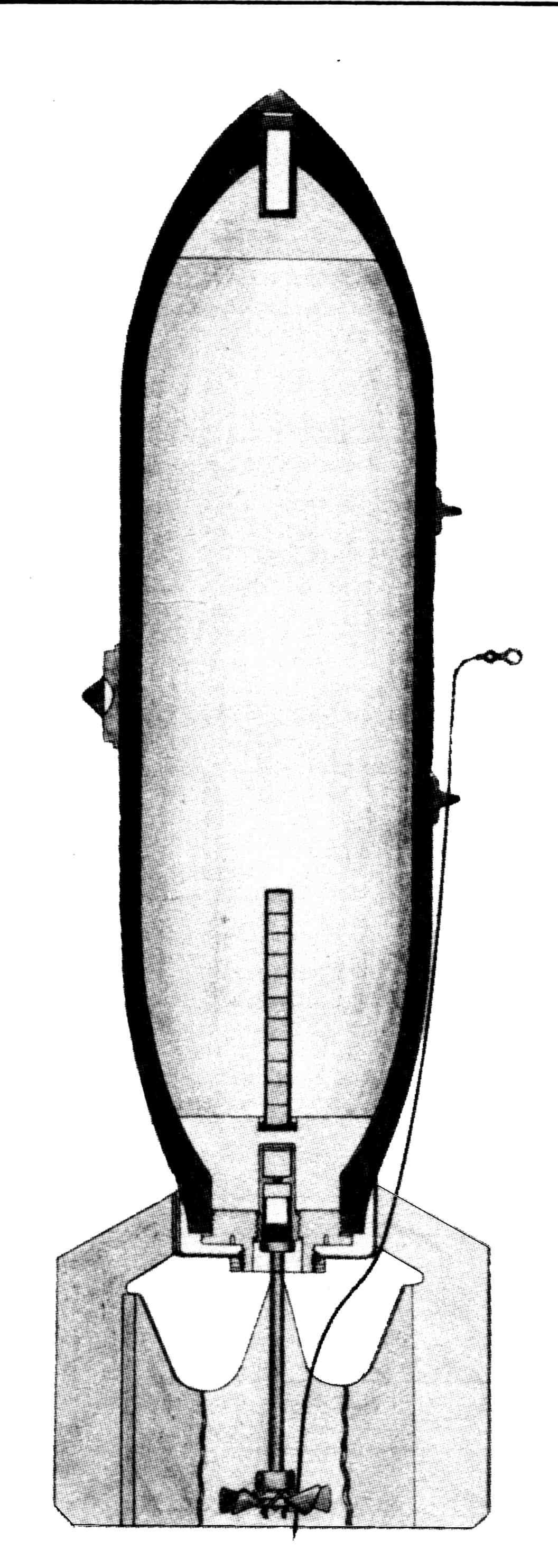
Przekrój bomby AN-M58